# فینال جام باشگاه‌های اروپا ۱۹۵۹
فینال جام باشگاه‌های اروپا ۱۹۵۹، رقابت پایانی جام باشگاه‌های اروپا در سال ۱۹۵۹ میلادی است که مابین دو تیم باشگاه فوتبال رئال مادرید و باشگاه فوتبال استاد رمس در ورزشگاه مرسدس بنز آرنا ، اشتوتگارت برگزار شده‌است.
این مسابقه که در تاریخ ۳ ژوئن ۱۹۵۹ انجام شده‌است با نتیجه ۲ بر ۰ به سود تیم باشگاه فوتبال رئال مادرید به پایان رسید.